# Sumvitg
Sumvitg (en allemand Somvix) est une commune suisse du canton des Grisons. Elle se trouve dans la région de Surselva, plus exactement dans le cercle de Disentis.
La commune est divisée en quatre fractions : Sumvitg, Rabius, Surrein et Cumpadials. C'est l'un des berceaux de l'élevage du mouton des Grisons.

Photo aérienne (1957).

## Langues
Le romanche sursilvan est la langue locale. Il est parlé par 94,0 % de la population (comme langue principale ou seconde). C'est la seule langue officielle de la commune et la langue scolaire pour le primaire.
En 2000, 88,0 % des habitants parlaient le romanche comme langue principale, 10,0 % l'allemand, 1,1 % l'italien et 0,5 % le français.

## Religions
En 2000, 91,3 % des habitants étaient catholiques, 3,4 % protestants et 1,1 % sans appartenance.